# Flight (ópera)
Flight (título original en inglés; en español, Vuelo) es una ópera en tres actos con música de Jonathan Dove y libreto en inglés de April De Angelis. La obra fue un encargo de la Ópera de Glyndebourne y se estrenó el 24 de septiembre de 1998 por la Glyndebourne Touring Opera. Después de su gran éxito, la obra tuvo su estreno mundial profesional en el Festival de Ópera de Glyndebourne en una producción de Richard Jones en su escenario principal en 1999. y fue repuesta en agosto de 2005.
Dove ha hecho arreglos de música de Flight para su obra orquestal "Airport Suite" para interpretaciones de concierto.  Esta suite fue estrenada en Warwick en 2006.
En las estadísticas de Operabase aparece con tres representaciones en el período 2005-2010.